# Veřejná zakázka
Veřejná zakázka je nákup zboží, zadání práce, objednání díla nebo služby, veřejným subjektem (orgánem veřejné moci), kterým je stát, obec, samosprávný celek, organizace jimi založené, nebo případně dalším subjektem, který hospodaří s penězi, nebo jinými veřejnými statky nebo hodnotami pocházejícími z daní, poplatků či jiných zdrojů veřejného bohatství. Veřejné zakázky jsou realizované na základě smlouvy mezi zadavatelem a jedním či více dodavateli. Jedná se o úplatné poskytnutí dodávek či služeb nebo úplatné provedení stavebních prací. Jednou ze stran uzavírající smlouvu je veřejný zadavatel. Veřejná zakázka musí být podle zákona realizována na základě písemné smlouvy.

## Historie

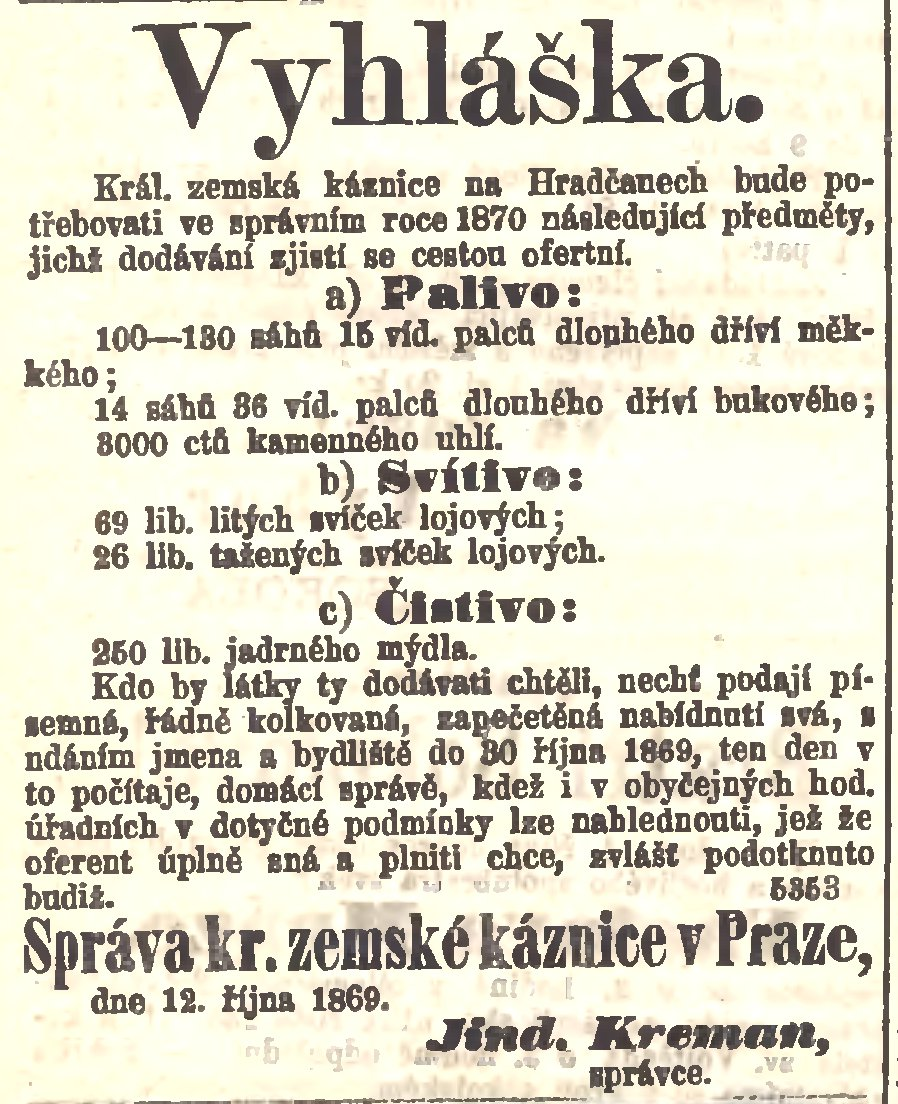
Oznámení o vyhlášení veřejné zakázky z r. 1869

Veřejné zakázky jsou přítomny od počátku civilizačního procesu. Nejstarší obce potřebovaly pro svůj každodenní chod zajištění infrastruktury, která život a existenci obcí umožňovala. Charakteristickým příkladem jsou hradby, zavlažovací kanály, ulice, vodovody, kašny nebo finanční, policejní či vojenské a miliční služby.
Pokročilé a opravdové formy veřejných zakázek se vyvinuly až s rozvojem moderní, kapitalistické a liberální společnosti. Posléze byly upraveny sofistikovanou právní úpravou, která se stále vyvíjí.

## Důvod veřejné zakázky
Veřejná zakázka je zakázka realizovaná na základě smlouvy mezi zadavatelem a jedním či více dodavateli, jejímž předmětem je úplatné poskytnutí dodávek či služeb nebo provedení stavebních prací. Veřejná zakázka musí být realizovaná na základě písemné smlouvy.
Důvodem k zadání veřejné zakázky je zajištění produktu, nebo služby, hrazených z rozpočtu veřejných financí přidělených danému zadavateli v aktuálním kalendářním roce. Může to být veřejná potřeba či veřejný zájem na pořízení předmětu, služby či vyplnění úkolu, jež je jejím cílem a je hrazen z veřejných financí nebo má například stát na veřejném pozemku, nebo (v krajním případě jinak ovlivňovat veřejný prostor nebo zájem).
Veřejný zájem může být skutečný nebo uměle vytvořený (fiktivní) s cílem přichystat pracovní náplň subjektům ve „spřáteleném“ prostředí a zajistit jim tak zakázku a spolehlivý příjem z veřejných zdrojů.
Nejčastějšími podobami veřejných zakázek jsou stavební práce
silnic, mostů, budov nebo vodovodních a kanalizačních sítí, služeb různého druhu (např. právní služby nebo likvidace komunálního odpadu), veřejné osvětlení, nákup zbraní, IT sítě, dříve i telekomunikační sítě, dopravní služby atp.
Mohou to být rovněž projekční práce pro zhotovení stavebních děl, nebo projekty jiného druhu. Specifickým, ale tradičním a velmi starým druhem veřejné soutěže je architektonická soutěž, která je zvláštním předstupněm zadání veřejné zakázky „o návrh“.
Veřejné zakázky jsou pro jejich zhotovitele značně atraktivní, protože stát nebo jiné veřejné subjekty jsou obvykle solventní, v převážné většině případů plní své závazky, zadavatelem se stávají opakovaně a dlouhodobě a veřejné zakázky patří k největším. Trvání ("délka života") veřejných subjektů je značně delší než u soukromých subjektů a je téměř neomezené.
Také důležitým aspektem zvyšujícím atraktivitu je, že správci veřejného majetku na něj nedbají s takovou důsledností a přísností jak je tomu u soukromých a bezprostředních vlastníků. Jde o hodnoty správcům jen svěřené do správy.
Atraktivity veřejných zakázek vede nezřídka k značnému pokušení, aby nebyly zadávány nejčistším způsobem, tedy takovým, který přináší veřejnému zadavateli (vlastně veřejnému zájmu) a tedy společnosti nejlepší profit (převzetí nejlepší kvality zakázky oproti vynaložené ceně). Vede také k zadávání nemalé části veřejných zakázek spřátelenému prostředí (klientelismus) a stejně tak je tato činnost pravděpodobně provázena i korupcí.

## Druhy a členění
Veřejných zakázek je více druhů, které se liší způsobem zadání uveřejnění, mírou spoluúčasti a podobně.
Podle předmětu dělíme veřejné zakázky:
1. veřejné zakázky na služby
2. veřejné zakázky na dodávky
3. veřejné zakázky na stavební práce

Podle předpokládané hodnoty veřejné zakázky dělíme na:
1. nadlimitní veřejné zakázky
2. podlimitní veřejné zakázky
3. veřejné zakázky malého rozsahu.

Zcela zvláštním druhem veřejných zakázek jsou tzv. PPP – Public-Private Partnership, při kterém soukromý subjekt pořizuje na své náklady potřebný statek, který pak předává do veřejného užívání a za takto poskytnutý (vlastně pronajatý) statek vybírá po dlouhou dobu mýto. Výhodou je, že taková věc (např. dálnice) může být pořízena značně dříve, než by mohlo být nastřádáno bohatství (peněžní hotovost) z veřejných zdrojů, nevýhodou je, že se veřejný subjekt zavazuje na velmi dlouhou dobu, která jistě značně přesahuje období, po které jsou oprávněni jednat správci, kteří případ vyjednali a nezřídka také vede k málo kontrolovanému zadlužení.

### Finanční limity u veřejných zakázek
- Veřejná zakázka malého rozsahu – předpokládaná hodnota
  - pod 2.000.000 bez DPH u dodávek a služeb
  - pod 6.000.000 bez DPH u stavebních prací

- Podlimitní veřejné zakázky – služby a dodávky předpokládaná hodnota
  - pod 3.653.000 bez DPH pro zadavatele – Česká republika
  - pod 5.610.000 bez DPH pro zadavatele – územní samosprávný celek
  - pod 11.247.000 bez DPH pro zadavatele – sektorový zadavatel nebo zakázky oblasti obrany a bezpečnosti

- Podlimitní veřejné zakázky – stavební práce – předpokládaná hodnota
  - pod 140.448.000 bez DPH pro všechny typy zadavatelů

## Zadavatel veřejné zakázky

### Veřejný zadavatel
- Česká republika
- Česká národní banka
- státní příspěvková organizace
- územní samosprávný celek nebo jeho příspěvková organizace
- jiná právnická osoba, pokud
  1. byla založena nebo zřízena za účelem uspokojování potřeb veřejného zájmu, které nemají průmyslovou nebo obchodní povahu, a
  2. jiný veřejný zadavatel ji převážně financuje, může v ní uplatňovat rozhodující vliv nebo jmenuje nebo volí více než polovinu členů v jejím statutárním nebo kontrolním orgánu

### Dotovaný zadavatel
Zadavatelem je osoba, která k úhradě nadlimitní nebo podlimitní veřejné zakázky použije více než 200 000 000 Kč, nebo více než 50 % peněžních prostředků, poskytnutých z
a) rozpočtu veřejného zadavatele,
b) rozpočtu Evropské unie nebo veřejného rozpočtu cizího státu s výjimkou případů, kdy je veřejná zakázka plněna mimo území Evropské unie.

### Sektorový zadavatel
- osoba vykonávající některou z relevantních činností pokud

a) tuto relevantní činnost vykonává na základě zvláštního či výhradního práva
b) nad touto osobou může veřejný zadavatel přímo či nepřímo uplatňovat dominantní vliv, dominantní vliv uplatňuje v případě, že
- disponuje většinou hlasovacích práv sám či na základě dohody s jinou osobou
- jmenuje či volí více než polovinu členů v jejím statutárním, správním dozorčím či kontrolním orgánu

## Kontrola
Veřejné subjekty v jejich počínání kontrolují specializované úřady, u kterých by bylo na místě očekávání, že jednají nestranně a důrazně. V České republice je to ÚOHS – Úřad pro ochranu hospodářské soutěže. Tento úřad je pak po právní stránce pod dohledem správního soudnictví Archivováno 28. 7. 2020 na Wayback Machine. v případě, že jeho úkony vyvolají pochybnosti a někdo z oprávněných účastníků se obrátí na soud.
Vedle toho tematiku veřejných zakázek neformálně a obecně kontrolují některé nezávislé subjekty jako Transparency International, Růžový panter apod.

## Právní úprava
V ČR je zadávání veřejných zakázek upraveno zákonem 134/2016 Sb., v platném znění. V minulosti bylo zadávání veřejných zakázek upraveno nejprve zákonem 199/1994 Sb. (v letech 1994-2004) a posléze zákonem č. 40/2004 (v letech 2004-2006)
V období komunisty vedeného plánovaného hospodářství nebyla úprava veřejných zakázek jako samostatný obor potřebná a obdobné procesy byly upraveny pouze hospodářským zákoníkem.
První právní úprava platná na našem území byl říšský zákoník z 90. let 19. století.
Od 1. 10. 2016 se veřejné zakázky řídí novým zákonem č. 134/2016 Sb., o zadávání veřejných zakázek, který byl přijat zejména za účelem implementace důležitých směrnic EU.
Nový zákon umožňuje ve větší míře posuzovat ekonomickou výhodnost zakázky, a ne jen cenu. Také umožňuje zadavateli vyloučit z výběrového řízení účastníka, s nímž má z minulosti špatnou zkušenost, zrušit zadávací řízení a také možnost volby, v jakém sledu provede jednotlivé kroky pro výběr vítězné nabídky. Na rozdíl od minulé právní úpravy se proto zadavatel nemusí zabývat všemi nabídkami, které obdržel, může například vyřadit ty, které neplní podmínky účasti, což by mělo řízení zjednodušit. 